# Live in Hollywood (album The Doors)
Live in Hollywood – koncertowy album amerykańskiej grupy The Doors. Nagrany podczas koncertu w Aquarius Theatre w Hollywood 21 lipca 1969 roku. Wydany w maju 2002.

## Twórcy
- Jim Morrison – wokal
- Ray Manzarek – instrumenty klawiszowe
- Robby Krieger – gitara
- John Densmore – perkusja

## Spis utworów
1. Welcome (0:21)
2. Back Door Man (4:35)
3. Break on Through (To the Other Side) (3:53)
4. When the Music’s Over (12:09)
5. You Make Me Real (3:11)
6. Universal Mind (4:42)
7. Touch Me (3:50)
8. Soul Kitchen (6:51)
9. Jim Introduces Ray (0:55)
10. Close to you (4:44)
11. What Do you like to hear? (0:38)
12. Peace Frog (wersja instrumentalna) (2:36)
13. Blue Sunday (3:36)
14. Five to One (5:55)
15. Celebration (2:17)
16. Light My Fire (13:55)